# Axel Heibergeiland
Axel Heibergeiland is een Canadees eiland in het territorium Nunavut. Het eiland is onderdeel van de Koningin Elizabetheilanden in de Noordelijke IJszee en maakt daarmee deel uit van de Canadese Arctische Eilanden. Het ligt ten westen van Ellesmere-eiland en is hiervan gescheiden door Nansen Sound (in het noorden) en Eureka Sound (in het zuiden). Pas in 1899 is het eiland door de Noor Otto Sverdrup ontdekt en vernoemd naar de consul Axel Heiberg.

## Geografie
Met een oppervlakte van 43.178 km² is het eiland qua grootte het zevende eiland van Canada en het 32e van de wereld.
Axel Heibergeiland vertoont vele indrukwekkende fjorden en is bedekt met gletsjers en ijs. Het erg bergachtige eiland maakt deel uit van de Arctische Cordillera. Het hoogste punt van het eiland is Outlook Peak met een hoogte van 2.211m. Het eiland is onbewoond, al is er in de zomer een bewoonde basis, McGill-Station.

## Externe link

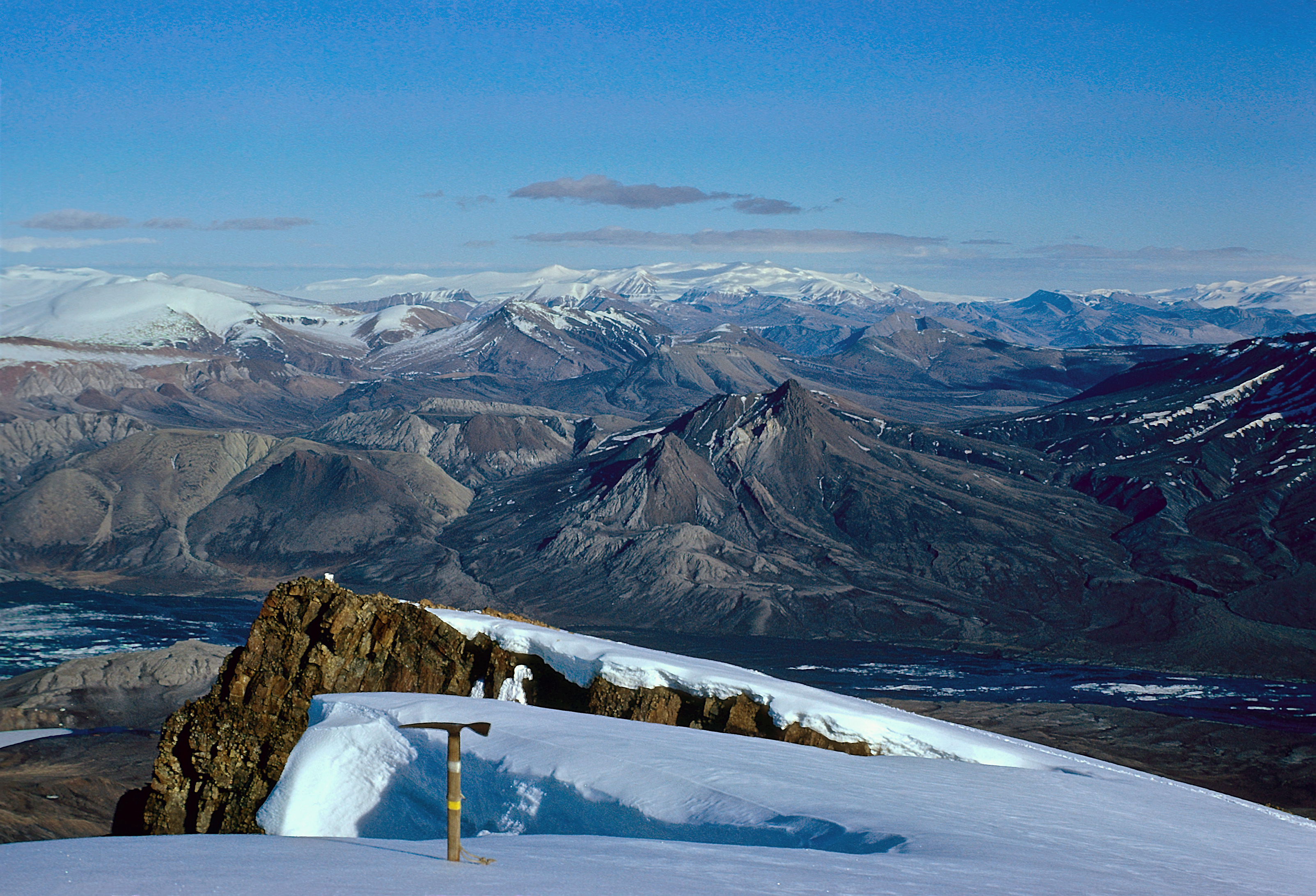
Uitzicht vanaf Wolf Mountain in de Expedition Valley. Op de achtergrond het met gletsjers bedekte zuidelijke Axel Heibergeiland. 24 juni 1975